# Риверсајд (Конектикат)
Риверсајд (енгл. Riverside) насељено је место без административног статуса у америчкој савезној држави Конектикат.

## Демографија
По попису из 2010. године број становника је 8.416.
| Група             | 2000.    | 2010.         |
| Белци             | 0 (0,0%) | 6.866 (81,6%) |
| Афроамериканци    | 0 (0,0%) | 121 (1,4%)    |
| Азијати           | 0 (0,0%) | 639 (7,6%)    |
| Хиспаноамериканци | 0 (0,0%) | 667 (7,9%)    |
| Укупно            | 0        | 8.416         |